# Bubuli Motin
Pour les articles homonymes, voir Lady finger.
Le Bubuli Motin (en anglais Ladyfinger Peak, littéralement le « doigt de la princesse ») est une aiguille du massif du Batura Muztagh dans le Karakoram au Pakistan.

## Caractéristiques

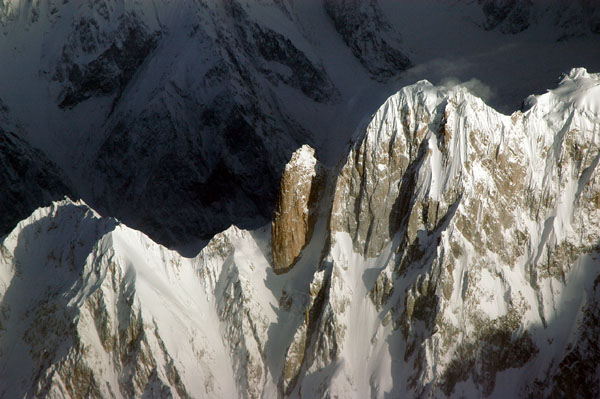
Le Bubuli Motin et le pic Hunza à sa droite

Plus que par son altitude de 6 000 m, le Bubuli Motin doit sa réputation à sa forme élancée spectaculaire avec sa paroi sud haute de 600 mètres. Le rocher du Bubuli Motin est cependant médiocre.

## Ascensions
La première ascension a été effectuée par les alpinistes français Patrick Cordier et Jacques Maurin le 22 mai 1982. L'itinéraire de cette ascension remonte le couloir qui aboutit au col est séparant le Bubuli Motin du pic Hunza puis suit l'arête nord-est. Le couloir emprunté est particulièrement exposé aux chutes de pierres.
Plusieurs voies ont par la suite été ouvertes dans la paroi sud du Bubuli Motin. Le sommet a également été atteint par la face ouest.

## Légende
La légende raconte qu'une princesse fut abandonnée par son fiancé tibétain au sommet de cette aiguille qui prendra le nom de « doigt de la princesse ».